# الدورة 34 للجنة التراث العالمي
الدورة الرابعة والثلاثين للجنة التراث العالمي انعقدت في الفترة ما بين 25 يوليو وحتى 3 أغسطس من العام 2010، وذلك في مدينة برازيليا بالبرازيل.

## الأعضاء
- أستراليا
- البحرين
- باربادوس
- البرازيل
- كمبوديا
- الصين
- مصر
- إستونيا
- إثيوبيا
- فرنسا
- العراق
- الأردن
- مالي
- المكسيك
- نيجيريا
- روسيا
- جنوب إفريقيا
- السويد
- سويسرا
- تايلاند
- الإمارات العربية المتحدة